# Waschhaus (Boissy-l’Aillerie)

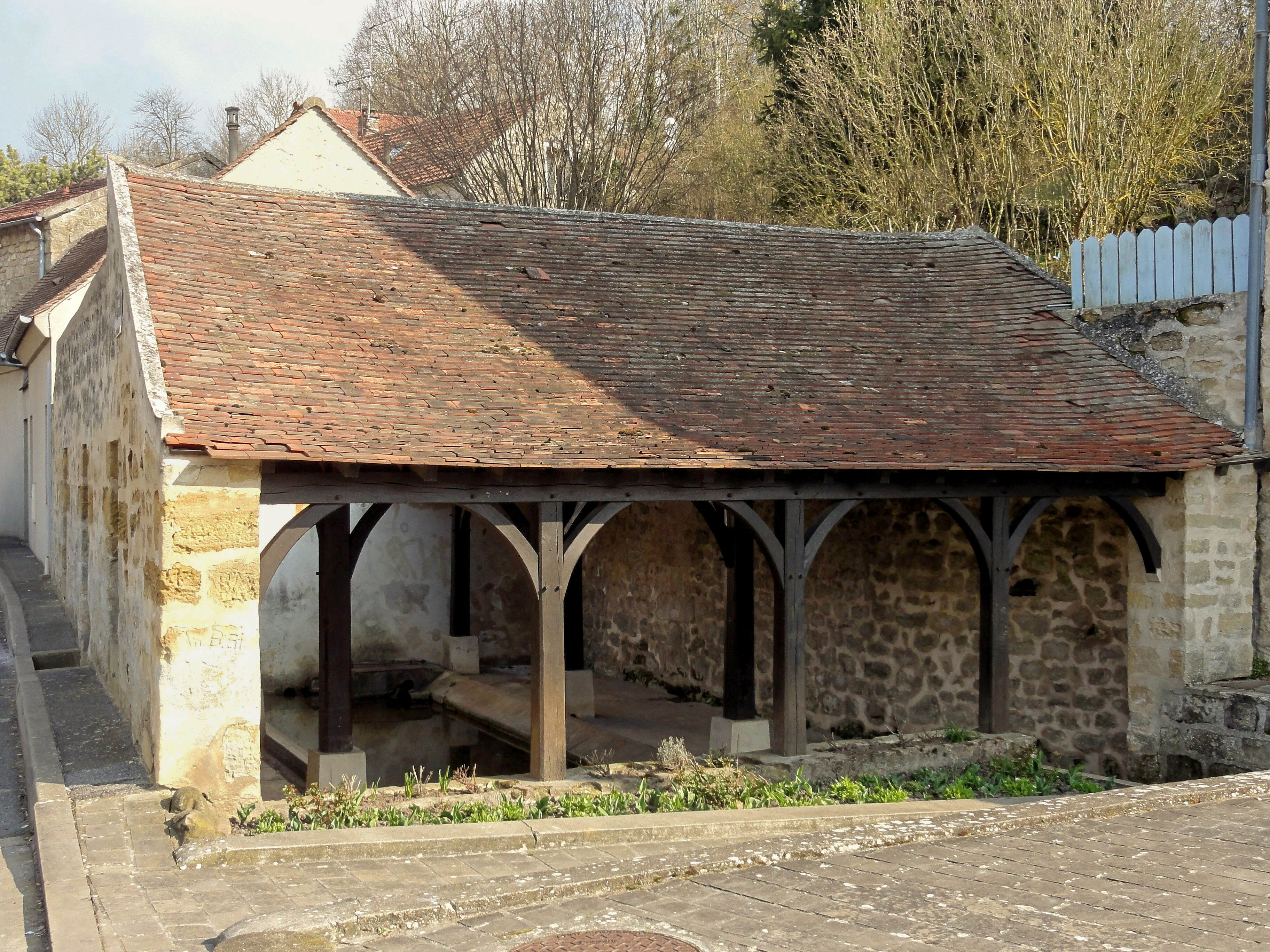
Waschhaus in Boissy-l’Aillerie

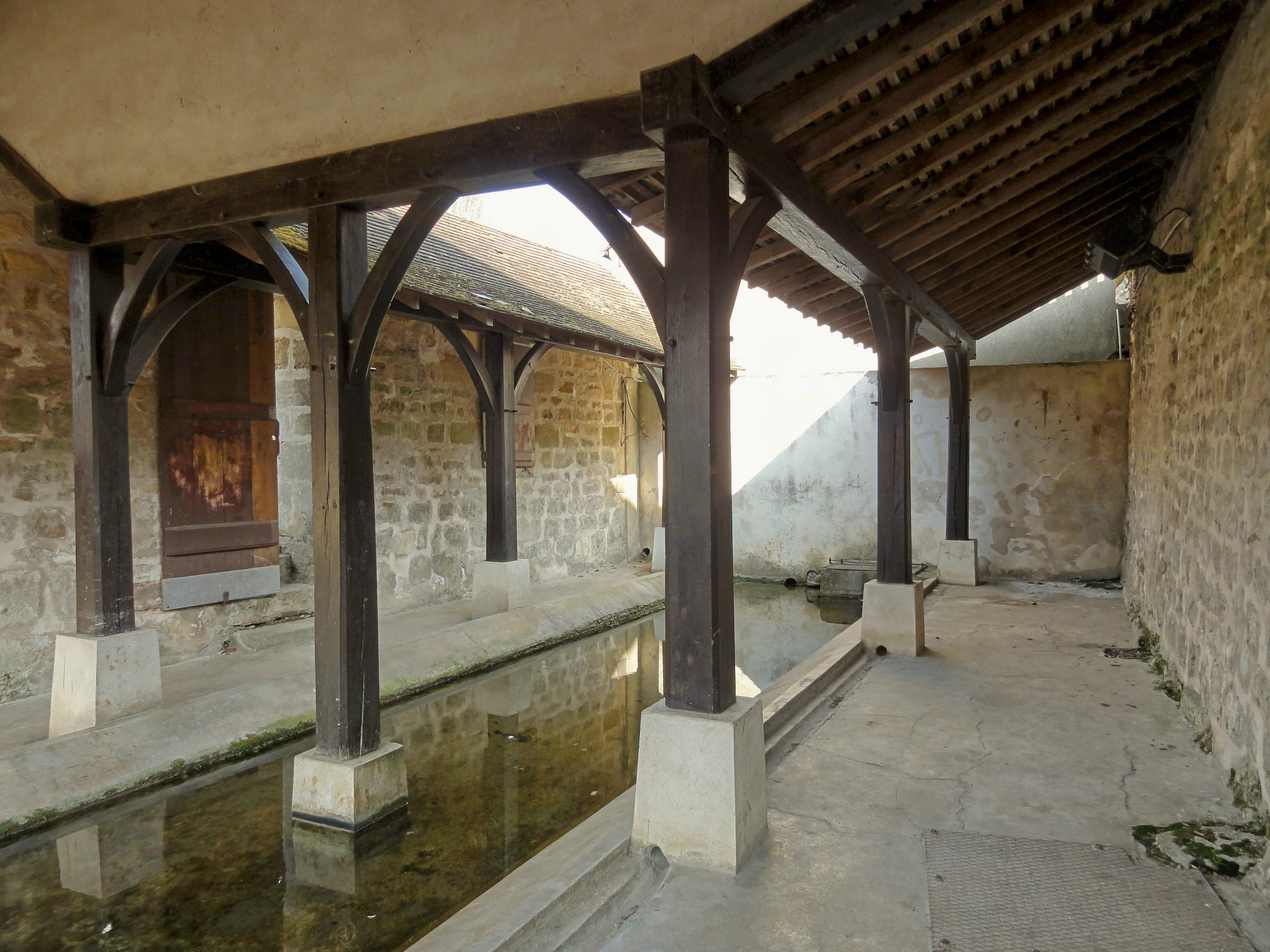
Innenansicht

Das Waschhaus (französisch lavoir) in Boissy-l’Aillerie, einer französischen Gemeinde im Département Val-d’Oise in der Region Île-de-France, wurde ursprünglich im 17. Jahrhundert errichtet und im 20. Jahrhundert erneuert. Das öffentliche Waschhaus, das von einem kleinen Bach mit Wasser versorgt wird, steht an der Rue Veuve-Quatremain. 
Im überdachten Waschhaus befindet sich zentral ein großes Becken, sodass die Wäscherinnen ihre Arbeit bei jedem Wetter verrichten konnten.